# 1998年長野オリンピックのドイツ選手団
1998年長野オリンピックのドイツ選手団（1998ねんながのオリンピックのドイツせんしゅだん）は、1998年2月7日から2月22日まで、日本の長野県長野市を中心とする地域を会場として開催された1998年長野オリンピックのドイツ選手団、およびその競技結果。

## 概要
今大会は金メダル12個、銀メダル9個、銅メダル8個の合計29個のメダルを獲得し、国・地域別ランキングで1位となった。
リュージュ男子1人乗りでは、ゲオルク・ハックルが1992年アルベールビルオリンピック、1994年リレハンメルオリンピックに続いて金メダルを獲得し、オリンピック3連覇を達成した。
アルペンスキーでは、カーチャ・ザイツィンガーが女子滑降と女子複合で金メダルを獲得し2冠を達成、女子滑降は1994年リレハンメルオリンピックに続いての金メダル獲得で2連覇となった。

## メダル
| メダル | 選手名                                                                                      | 競技                 | 種目                |
| ------ | ------------------------------------------------------------------------------------------- | -------------------- | ------------------- |
| 金     | カーチャ・ザイツィンガー                                                                    | アルペンスキー       | 女子滑降            |
| 金     | カーチャ・ザイツィンガー                                                                    | アルペンスキー       | 女子複合            |
| 金     | ヒルデ・ゲルク                                                                              | アルペンスキー       | 女子回転            |
| 金     | ニコラ・トースト                                                                            | スノーボード         | 女子ハーフパイプ    |
| 金     | グンダ・ニーマン＝シュティルネマン                                                          | スピードスケート     | 女子3000m           |
| 金     | クラウディア・ペヒシュタイン                                                                | スピードスケート     | 女子5000m           |
| 金     | クリストフ・ランゲン マークス・ツィンマーマン マルコ・ヤコブス オラフ・ハンペル             | ボブスレー           | 男子4人乗り         |
| 金     | ゲオルク・ハックル                                                                          | リュージュ           | 男子1人乗り         |
| 金     | ジルケ・クラウスハール                                                                      | リュージュ           | 女子1人乗り         |
| 金     | シュテファン・クラウゼ ヤン・ベーレント                                                     | リュージュ           | 男子2人乗り         |
| 金     | リッコ・グロス ペーター・センデル スヴェン・フィッシャー フランク・ルック                   | バイアスロン         | 男子4×7.5kmリレー   |
| 金     | ウルスラ・ディスル マルチナ・ツェルナー カトリン・アペル ペトラ・ベーレ                     | バイアスロン         | 女子4×7.5kmリレー   |
| 銀     | マルティナ・エルトゥル                                                                      | アルペンスキー       | 女子複合            |
| 銀     | スヴェン・ハンナバルト マルティン・シュミット ハンスイェルク・イエックレ ディーター・トーマ | スキージャンプ       | 男子ラージヒル団体  |
| 銀     | タチアナ・ミッターマイヤー                                                                  | フリースタイルスキー | 女子モーグル        |
| 銀     | ハイディ・レノト                                                                            | スノーボード         | 女子大回転          |
| 銀     | グンダ・ニーマン＝シュティルネマン                                                          | スピードスケート     | 女子1500m           |
| 銀     | クラウディア・ペヒシュタイン                                                                | スピードスケート     | 女子3000m           |
| 銀     | グンダ・ニーマン＝シュティルネマン                                                          | スピードスケート     | 女子5000m           |
| 銀     | バルバラ・ニーデルンフーバー                                                                | リュージュ           | 女子1人乗り         |
| 銀     | ウルスラ・ディスル                                                                          | バイアスロン         | 女子7.5kmスプリント |
| 銅     | ヒルデ・ゲルク                                                                              | アルペンスキー       | 女子複合            |
| 銅     | カーチャ・ザイツィンガー                                                                    | アルペンスキー       | 女子大回転          |
| 銅     | アンニ・フリージンガー                                                                      | スピードスケート     | 女子3000m           |
| 銅     | マンディ・ベッツェル インゴ・シュトイアー                                                   | フィギュアスケート   | ペア                |
| 銅     | クリストフ・ランゲン マルクス・ツィンマーマン                                               | ボブスレー           | 男子2人乗り         |
| 銅     | イェンス・ミューラー                                                                        | リュージュ           | 男子1人乗り         |
| 銅     | ウルスラ・ディスル                                                                          | バイアスロン         | 女子15km            |
| 銅     | カトリン・アペル                                                                            | バイアスロン         | 女子7.5kmスプリント |